# Trophy Club (Texas)
Trophy Club kisváros az USA Texas államában, Tarrant és Denton megyében. Lakosainak száma 13 688 fő (2020. április 1.).

## Népesség
A település népességének változása:

| 2010 | 8 024  |
| 2020 | 13 688 |